# Haut-fond

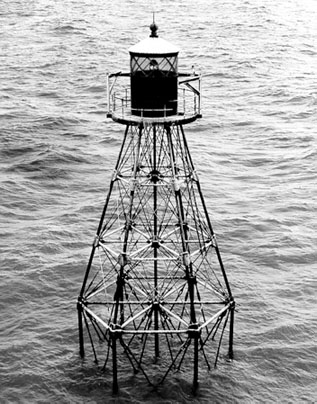
Phare signalant la présence d'un haut-fond, en Floride

Dans le vocabulaire océanographique, un haut-fond est un sommet sous-marin recouvert d'une eau peu profonde et dangereux pour la navigation. 
Les hauts-fonds sont présents en certains endroits des plateaux continentaux maritimes, résultant de la présence de rochers proches de la surface (récifs) ou de bancs de sable immergés. 

## Terminologie
Dans certaines sources, les hauts-fonds sont appelés secs ou sèches,. Un sec est un terme local de pêche et de plaisance du midi de la France désignant un haut-fond à quelque distance de la côte. La pêche y est souvent fructueuse.
Les hauts-fonds sont essentiellement rocheux, mais parfois accompagnés d'accumulations meubles (sable, graviers coquilliers ou galets) parfois importantes. 
Les géomorphologues distinguent les chaussées, plateaux rocheux parfois hérissés d'écueils (exemples : la chaussée de Sein, la chaussée des Pierres Noires), et les bancs de sable, moins accidentés, souvent isolés en avant des chaussées.

## Effets des hauts-fonds
La présence de hauts-fonds peut générer des vagues ou des remous violents, comme la vague de Belharra.
Les parois d'un sec volumineux peuvent constituer un tombant.[pas clair]

## Exemples de hauts-fonds

### France métropolitaine
- Le Belharra-Perdun sur la côte basque, au large d'Urrugne (Pyrénées-Atlantiques)

### France d'Outremer
- Le Sec Paté et le Sec de Grand-Îlet aux Îles des Saintes (Antilles françaises)
- La Baignoire de Joséphine en Martinique

### Europe
- Les Ridens dans le pas de Calais, entre la France et l'Angleterre.
- Le volcan sous-marin Ferdinandea, au large de la Sicile : en 2019, son sommet se trouvait à −8 mètres de profondeur.

### Autres localisations
* La chaîne sous-marine Corner Rise Seamounts (en) entre les Bermudes et les Açores (haut-fond à −1 000 mètres mais très proéminent sur le fond)[non pertinent]